# Michal Nguyễn
Michal Nguyễn (Litvínov, 4 dicembre 1989) è un calciatore ceco naturalizzato vietnamita, difensore del Baník Most-Souš.

## Biografia
È nato a Litvínov da madre ceca e padre vietnamita.

## Statistiche

### Cronologia presenze in nazionale
| Cronologia completa delle presenze e delle reti in nazionale ― Vietnam | Cronologia completa delle presenze e delle reti in nazionale ― Vietnam | Cronologia completa delle presenze e delle reti in nazionale ― Vietnam | Cronologia completa delle presenze e delle reti in nazionale ― Vietnam | Cronologia completa delle presenze e delle reti in nazionale ― Vietnam | Cronologia completa delle presenze e delle reti in nazionale ― Vietnam | Cronologia completa delle presenze e delle reti in nazionale ― Vietnam | Cronologia completa delle presenze e delle reti in nazionale ― Vietnam |
| Data                                                                   | Città                                                                  | In casa                                                                | Risultato                                                              | Ospiti                                                                 | Competizione                                                           | Reti                                                                   | Note                                                                   |
| ---------------------------------------------------------------------- | ---------------------------------------------------------------------- | ---------------------------------------------------------------------- | ---------------------------------------------------------------------- | ---------------------------------------------------------------------- | ---------------------------------------------------------------------- | ---------------------------------------------------------------------- | ---------------------------------------------------------------------- |
| 6-2-2013                                                               | Hanoi                                                                  | Vietnam                                                                | 1 – 2                                                                  | Emirati Arabi Uniti                                                    | Qual. Coppa d'Asia 2015                                                | -                                                                      |                                                                        |
| 22-3-2013                                                              | Hong Kong                                                              | Hong Kong                                                              | 1 – 0                                                                  | Vietnam                                                                | Qual. Coppa d'Asia 2015                                                | -                                                                      | 49’                                                                    |
| Totale                                                                 |                                                                        | Presenze                                                               | 2                                                                      |                                                                        | Reti                                                                   | 0                                                                      |                                                                        |